# Rajd Stomil 1977
4. Rajd Stomil – 4. edycja Rajdu Stomil. Był to rajd samochodowy rozgrywany od 11 do 12 lutego 1977 roku. Była to pierwsza runda Rajdowych Samochodowych Mistrzostw Polski w roku 1977. Rajd składał się z dwudziestu dwóch odcinków specjalnych (trzy odcinki odwołano) i jednej próby wyścigową o łącznej długości 143 km. Został rozegrany na nawierzchni asfaltowej. Zwycięzcą rajdu został Petr Carnohorsky.

## Wyniki końcowe rajdu[1][2]
| Miejsce | Kierowca            | Pilot               | Samochód                          | Czas      | Strata  | Grupa Klasa |
| ------- | ------------------- | ------------------- | --------------------------------- | --------- | ------- | ----------- |
| 1       | Petr Carnohorsky    | Milos Tyce          | Łada 2103 MTX                     |           | -       | II/8        |
| 2       | Bogdan Wozowicz     | Witold Wozowicz     | Polski Fiat 125p 1500             | 2:04:49.0 |         | I/8         |
| 3       | Jiri Srnsky         | Radovan Novak       | Łada 2103 MTX                     |           |         | II/8        |
| 4       | Ryszard Grychtoł    | Wojciech Ondraczek  | Polski Fiat 125p 1500             | 2:05:49.0 | +1:00.0 | I/8         |
| 5       | Wiktor Polak        | Krzysztof Czarnecki | Polski Fiat 125p 1600 Monte Carlo | 2:08:56.6 | +4:07.6 | IV          |
| 6       | Józef Ważny         | Krzysztof Lederer   | Polski Fiat 125p 1600 Monte Carlo | 2:09:16.0 | +4:27.0 | IV          |
| 7       | Zbigniew Soszka     | Tadeusz Przybysz    | Polski Fiat 125p 1300             | 2:14:33.4 | +9:44.4 | I/7         |
| 8       | Ryszard Plucha      | Henryk Krakowczyk   | Polski Fiat 125p 1500             |           |         | II/8        |
| 9       | Stefan Vircik       | Vojtech Bezecny     | Škoda 120 S Rallye                |           |         | II/8        |
| 10      | Andrzej Wodziński   | Jan Wojciechowski   | Fiat 128 Rally                    | 3:13:13,3 |         | I/7         |
| 11      | Jerzy Lipiński      | Janusz Siniarski    | Polski Fiat 125p 1500             |           |         | I/8         |
| 12      | Zdzisław Szafrański | Henryk Pineles      | Renault 5 Alpine                  |           |         | II/8        |
| 13      | Andrzej Radecki     | Henryk Mieczaniec   | Polski Fiat 125p 1500             |           |         | II/8        |

1. 1 2 3  Nieliczony w klasyfikacji RSMP